# 보연사
보부인(步夫人, ? ~ 238년)은 동오 대제 손권의 부인이며, 손노반과 손노육의 어머니이다. 휘는 연사(練師)이고, 임회군 회음현(淮陰縣) 사람이다.
승상 보즐의 일족으로, 후한 말 중원의 전란을 피해 일단 여강으로 피신했다가, 흥평 원년(194년) 손책이 원술의 명령을 받고 여강을 함락하면서 양쯔 강 이남으로 피난했다. 손권에게 미모가 눈에 들어 후궁으로 들었으며, 투기하지 않고 여러 여자를 손권에게 권해, 총애를 받았다. 손권은 보씨를 황후로 삼고자 했다. 신하들의 중론은 태자 손등의 적모 서씨를 황후로 삼아야 한다는 것이었으므로 보부인은 생전에 황후가 되지 못했으나, 중궁에서는 사실상 황후의 대우를 받았다.
적오 원년(238년)에 죽었다. 신하들은 손권에게 보부인의 지위를 확정하도록 말했고, 손권은 조서를 내려 보부인을 황후로 추증했다.

## 보부인의 친족관계
- 손권
  - 손노반
  - 손노육

## 같이 보기
- 삼국지 인물 목록